# Desloge
Desloge é uma cidade localizada no estado americano de Missouri, no Condado de St. François.

## Demografia
Segundo o censo americano de 2000, a sua população era de 4802 habitantes.
Em 2006, foi estimada uma população de 5172, um aumento de 370 (7.7%).

## Geografia
De acordo com o United States Census Bureau tem uma área de
6,9 km², dos quais 6,9 km² cobertos por terra e 0,0 km² cobertos por água.

## Localidades na vizinhança
O diagrama seguinte representa as localidades num raio de 16 km ao redor de Desloge.